# Brief van Paulus aan de Efeziërs
De Brief van Paulus aan de Efeziërs (vaak kortweg Efeziërs genoemd) is een boek in het Nieuwe Testament van de christelijke Bijbel. De schrijver van de brief presenteert zich als de apostel Paulus, maar het wordt betwijfeld of hij echt de auteur is. De brief telt zes hoofdstukken en werd geschreven in het Koinè-Grieks.
De brief behoort tot de vier "gevangenisbrieven", samen met de brief aan de Kolossenzen, de brief aan de Filippenzen en de brief aan Filemon, omdat in deze brieven gesteld wordt dat ze vanuit de gevangenis geschreven zijn.

## Geadresseerden
De adressering aan Efeze die in sommige handschriften te vinden is en in veel vertalingen overgenomen is, behoort waarschijnlijk niet tot de oorspronkelijke tekst: deze ontbreekt in enkele belangrijke oude handschriften en komt ook niet voor bij sommige christelijke schrijvers uit de eerste eeuwen. Daarnaast suggereert de brief een aantal keer dat de schrijver zijn lezers nooit persoonlijk ontmoet heeft (bijvoorbeeld in 1:15 en 3:2) terwijl Paulus Efeze wel bezocht heeft om daar te spreken.
De brief was dus waarschijnlijk niet geadresseerd en ook niet specifiek aan Efeze gericht. Mogelijk gaat het om een rondschrijven dat bestemd was voor meerdere gemeenten. Vermoedelijk omdat de brief in Efeze gevonden werd, is reeds vroeg een christelijke traditie ontstaan dat de brief voor de Efeziërs bestemd was. In het opschrift van latere handschriften zijn door een kopiist de woorden “in Efeze” toegevoegd, wellicht om de brief wat persoonlijker te maken voor de lezers.

## Ontstaan van de gemeente in Efeze

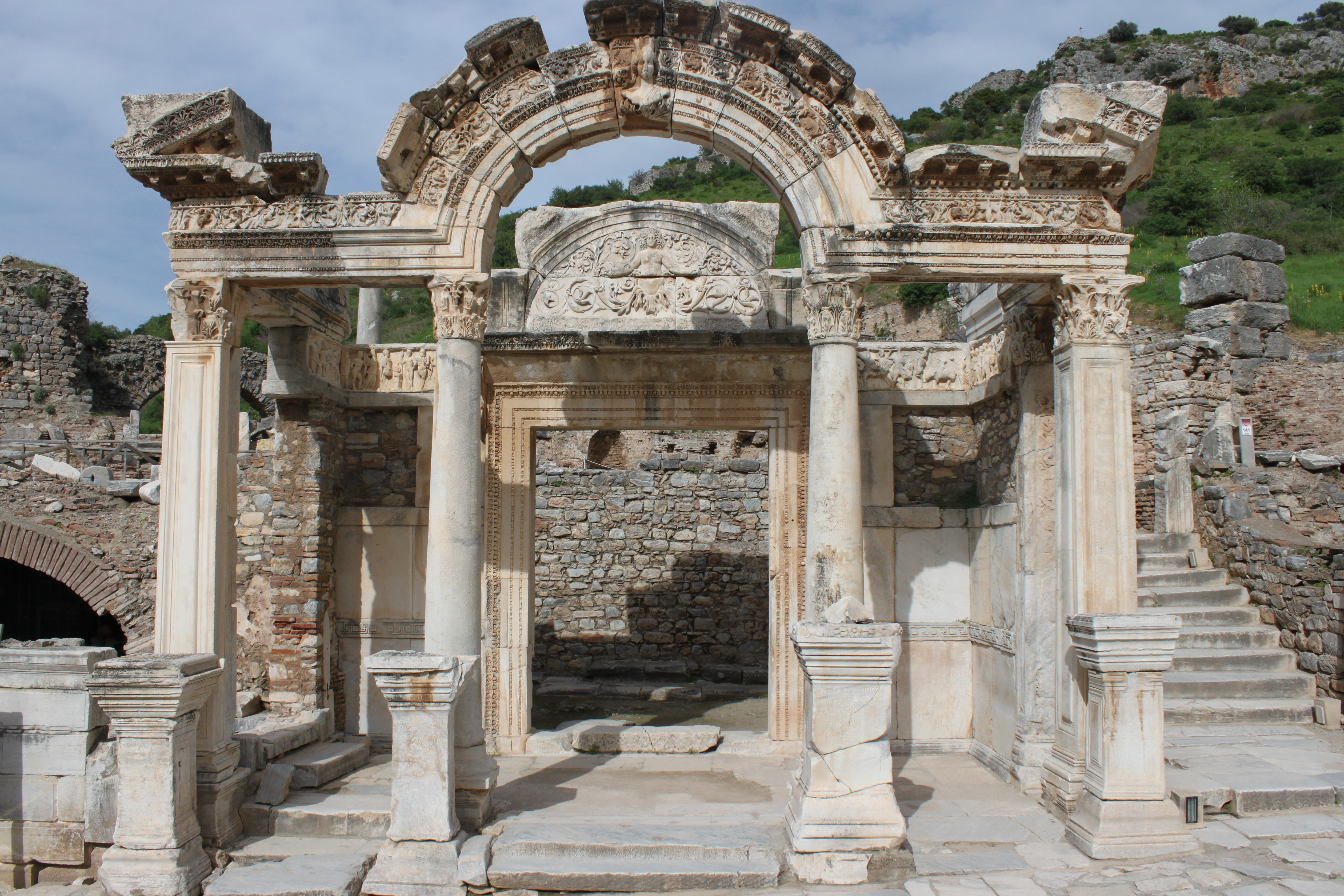
Efeze, tempel van Hadrianus (gebouwd in 118)

Van Paulus' eerste en haastige bezoek aan Efeze gedurende drie maanden wordt verhaald in Handelingen 18:19-21. Het werk dat hij hier begon werd voortgezet door Apollos (24-26) en Aquila en Priscilla. Bij zijn tweede bezoek aan Efeze, kort daarop in het volgende jaar, bleef hij er drie jaar. Hij ontdekte de stad als sleutel tot de toegang tot de westelijke provincies van Klein-Azië.
Volgens 1 Korintiërs 16:9 werd hier een deur voor hem geopend, en de gemeente werd versterkt door zijn onderwijs (Handelingen 20:20, 31). Vanuit Efeze verspreidde het evangelie zich door "bijna geheel Azië" (19:26).
Op zijn laatste reis naar Jeruzalem landde de apostel volgens De Handelingen van de Apostelen te Milete. Hij riep hier de oudsten van de gemeente in Efeze bijeen. Hij hield een opmerkelijke afscheidsrede, waaruit blijkt dat hij verwachtte hen niet meer te zien (Handelingen 20:18-35).
De volgende overeenkomsten tussen deze brief en de Miletische afscheidsrede kunnen opgemerkt worden:
- Handelingen 20:19 = Efez. 4:2. De uitdrukking "ootmoed" komt slechts op vijf plaatsen voor.
- Handelingen 20:27 = Efez. 1:11. Het woord "raad" (boulē) komt alleen hier en in de brief aan de Hebreeën 6:17 voor. Zie echter ook bijvoorbeeld het Evangelie volgens Lucas (Lucas 7:30).
- Handelingen 20:32 = Efez. 3:20. "die bij machte is".
- Handelingen 20:32 = Efez. 1:14, 18. "De erfenis der heiligen."

## Relatie met de brief aan de Kolossenzen
Er zijn grote overeenkomsten in stijl en onderwerpskeuze tussen de brief aan de Efeziërs en de brief aan de Kolossenzen. De exacte relatie tussen de twee is aanleiding geweest tot veel discussie. Men neemt nu meestal aan dat Kolossenzen eerst geschreven is, want de parallelle passages in Efeziërs lijken uitbreidingen te zijn van de tekst die we in Kolossenzen vinden. Een belangrijk verschil tussen de twee brieven is dat Efeziërs een aantal expliciete aanhalingen van Bijbelteksten bevat terwijl Kolossenzen nergens zulke aanhalingen bevat.
Vergelijk:
- Efez 1:7; Kol 1:14
- Efez 1:10; Kol 1:20
- Efez 3:2; Kol 1:25
- Efez 5:19; Kol 3:16
- Efez 6:22; Kol 4:8
- Efez 1:19-2:5; Kol 2:12,13
- Efez 4:2-4; Kol 3:12-15
- Efez 4:16; Kol 2:19
- Efez 4:32; Kol 3:13
- Efez 4:22-24; Kol 3:9,10
- Efez 5:6-8; Kol 3:6-8
- Efez 5:15,16; Kol 4:5
- Efez 6:19,20; Kol 4:3,4
- Efez 5:22-6:9; Kol 3:18-4:1

## Auteurschap van de brief
De meeste onderzoekers betwijfelen dat Paulus de auteur van de brief was. De argumenten hiervoor lijken op die bij de brief van Paulus aan de Kolossenzen waarmee deze brief grote overeenkomsten vertoont. De belangrijkste argumenten zijn:

### Stijl en vocabulaire
Efeziërs heeft een andere stijl en gebruikt een ander vocabulaire dan de onbetwiste Paulusbrieven. Net als bij Kolossenzen valt de lengte van de zinnen op: de zinnen in Efeziërs zijn vaak erg lang. Zo vormen de verzen 1:3-14 in de oorspronkelijke Griekse tekst één lange zin. De brief bevat ongeveer 100 zinnen, waarvan er negen meer dan 50 woorden bevatten. De brief die daar het dichtste bij komt is Romeinen, waar drie zinnen in voorkomen met een vergelijkbare lengte tussen een totaal van 581. Naast deze stijlafwijking komen er in de brief ook nog eens 116 woorden voor die nergens voorkomen in onbetwiste Paulusbrieven.

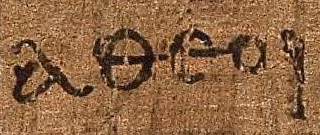
Het Oud-Griekse woord atheoi (αθεοι, "goddelozen") uit Efez. 2:12 op Papyrus 46, gekopieerd rond het jaar 200

### Theologie
Het theologische gezichtspunt dat in de brief naar voren komt verschilt aanzienlijk van dat in de andere brieven. Het woord Ekklèsia wordt hier voor het eerst gebruikt om de universele kerk mee aan te duiden in plaats van de lokale kerken die Paulus had gesticht. Zwaarwegender nog is dat de eschatologie in de brief zeer afwijkt van wat we normaal bij Paulus zien. De afwezigheid van het uitzien naar de spoedige terugkeer van Christus en het noemen van toekomstige generaties en zorgen over de sociale omstandigheden lijken in tegenspraak met het geloof van Paulus in Romeinen en Korintiërs dat het einde zeer nabij is. Verder is de verlossing van de gelovigen voor de auteur van Efeziërs iets dat al plaatsgevonden heeft: door zijn offer heeft Christus de gelovigen verlost van hun oude leven en hun slavernij in de zonde. In onbetwiste Paulusbrieven spreekt Paulus echter over de verlossing als iets dat nog plaats moet vinden: de verlossing van de gelovigen zal plaatsvinden bij de wederkomst van Jezus.

### Het beeld van Paulus
De manier waarop de auteur over Paulus spreekt is eigenaardig als we die vergelijken met de andere brieven. De auteur stelt Paulus voor als de gevangene voor Christus, een exclusief gebruik van het bepaalde lidwoord dat Paulus boven iedere andere vervolgde christen lijkt te willen plaatsen. Ook ontbreekt iedere vermelding van andere discipelen of helpers, wat bij Paulus ongewoon is. Dit lijkt strijdig te zijn met de opvatting van Paulus dat hij medeoprichter is van de christelijke traditie samen met de andere apostelen. Deze tegenstrijdigheid wordt nog duidelijker als meegewogen wordt dat de status van Paulus als apostel omstreden was en hij zich intens bewust was van zijn eigen rol (als Saulus) in de vroege vervolging van de Kerk. Dit exclusieve portret van de autoriteit van Paulus lijkt veel beter te passen bij de visie van iemand die dit beeld van hem na zijn dood wilde aanmoedigen. 
De manier waarop de auteur over Paulus' vroegere leven (voor zijn bekering) spreekt, vertoont een omgekeerd patroon: de auteur van Efeziërs laat zich enkel negatief uit over dat vroegere leven van Paulus. Hij zou, net als de heidenchristenen tot wie de brief zich richt, zich voor zijn bekering hebben laten leiden door "de begeerten van ons vlees, handelende naar den wil van het vlees en van de gedachten" (2:3). In onbetwiste Paulusbrieven spreekt Paulus over zijn vroegere leven echter beduidend minder negatief: hij was voor zijn bekering tot het christendom "naar de gerechtigheid der wet onberispelijk" (Filippenzen 3:6).

### Het verband met Kolossenzen
Zoals al vermeld bestaan er sterke overeenkomsten tussen de brief aan de Efeziërs en die aan de Kolossenzen, waarbij het erop lijkt dat de brief aan de Kolossenzen het eerst geschreven is en de brief aan de Efeziërs op die aan de Kolossenzen gebaseerd is. Dit zou er op kunnen duiden dat Efeziërs na Paulus' dood geschreven is en bedoeld is om een deel van zijn theologie te herformuleren en verder te ontwikkelen, waarbij de auteur de brief aan de Kolossenzen als uitgangspunt gebruikte.

## Plaats en tijd van ontstaan
Als de brief wel door Paulus is geschreven lijkt het aannemelijk dat de brief vanuit Rome werd geschreven, tijdens Paulus' eerste gevangenschap (3:1; 4:1; 6:20) daar. Dit gebeurde waarschijnlijk spoedig na zijn aankomst daar, ongeveer in 62, vier jaar nadat hij afscheid van de oudsten in Efeze had genomen.
Wanneer we ervan uitgegaan dat de brief niet door Paulus werd geschreven, dan ligt een latere datering meer voor de hand. Men dateert de brief in dat geval meestal tussen 70 en 100 n.Chr.

## Inhoud
Waar de brief aan de Kolossenzen vooral polemisch van aard is en opgezet om een bepaalde filosofie die invloed had gekregen te weerleggen, lijkt de brief aan Efeze dat niet te zijn.
- Afzender, adres en groet (1:1-2);
- Lofprijzing op de zegeningen van God die Hij in Christus heeft geschonken (1:3-14);
- Gebed voor de groei van het inzicht van de Efeziërs in hun verkregen rijkdom (1:15-23);
- Verhandeling over de eenheid van Joden en niet-Joden in Christus (2:1-22);
- Verhandeling over Paulus' apostolische taak in Gods plan de heidenen mede-erfgenamen te maken, afgesloten met gebed om kracht en inzicht en een lofprijzing (3:1-3:21);
- Aansporingen voor het nieuwe leven in eenheid met Christus, in één kerk, met verscheidenheid van gaven in het ene lichaam van Christus en het contrast met heidenen (4:1-24);
- Diverse concrete aansporingen, leven als kinderen van het licht, vermaningen voor echtelieden, kinderen en ouders, slaven en meesters (4:25-6:9);
- Laatste aansporing met beeld van de geestelijke oorlog (6:10-18)
- Opdracht van Tychicus en verschillende zegenwensen (6:21-24).